# 皮薩里夫卡 (蘇梅區)
51°4′32″N 34°49′35″E / 51.07556°N 34.82639°E
皮薩里夫卡（烏克蘭語：Писарівка）是位於烏克蘭東北部的村莊，由蘇梅州蘇梅區的霍廷市镇負責管轄。該村處於奧萊什尼亞河畔，距離伊沃爾然斯凱2公里，2001年人口831。